# Comuna Kula, Bačka de Vest
Kula este o comună localizată în partea de nord a Serbiei (Voivodina), în Districtul Bačka de Vest. Comuna cuprinde orașul Kula și 5 sate.

## Localități componente
- Kula
- Kruščić
- Lipar
- Nova Crvenka
- Ruski Krstur
- Sivac